# 手袋を買いに
『手袋を買いに』（てぶくろをかいに）は新美南吉作の児童文学。南吉の生前に計画され、死の直後に刊行された童話集「牛をつないだ椿の木」（1943年）に収載された。
手袋を買いに人間の町に行く子狐の物語。

## あらすじ
雪の朝、表を走り回って帰ってきた子狐の冷え切った手を握りながら、母さん狐は手袋を買ってやろうと思いついた。夜になって町に出かける途中で、母さん狐は子狐の片手を握って人間の子供の手に変えた。そして子狐に、町の帽子屋へ行って戸を少しだけ開けたら、人間の方の手を出して「手袋をください」と言うように、と教えた。間違って狐の手を出してしまうとひどい目に遭うからと。子狐は町に着くと帽子屋を見つけ戸を叩いた。帽子屋が戸を開けた拍子に差し込んだ光がまぶしくて、子狐はつい狐の方の手を出して、「手袋をください」と言ってしまった。帽子屋は、狐だなと思ったけれども出されたお金が本物であることを確認すると黙って手袋を渡してやった。帰り道、家の中から聞こえる子守歌を聴きながら帰った子狐は母さん狐に「人間ってちっとも恐かない」と、間違った手を出したけれど帽子屋は手袋を売ってくれたことを話した。母さん狐はあきれながら、「ほんとうに人間はいいものかしら」とつぶやいて物語は終わる。

## 教科書への掲載
「てぶくろをかいに」というタイトルで1954年から2011年まで、小学校3年生の国語の教科書の下巻に採用されていた。

## 関連図書
- 童話集 新美南吉童話集 岩波文庫 ISBN 4003115015
- 絵本 手ぶくろを買いに 日本の童話名作選（絵 黒井健） 偕成社 ISBN 4039633105